# Sam Cherribi
Oussama (Sam) Cherribi (Kenitra, 4 september 1959) is een Nederlandse socioloog en oud-politicus van Marokkaanse afkomst.
Cherribi studeerde moderne letterkunde in zijn geboortestad. Hierna studeerde hij filosofie en sociologie aan de universiteit van Rabat, sociologie aan de universiteit van Nancy en vanaf 1983 filosofie en sociologie aan de Universiteit van Amsterdam, waar hij op 12 mei 2000 promoveerde in de sociale wetenschappen met als paranimfen Frits Bolkestein en Rick van der Ploeg. Zijn proefschrift oogstte onverwacht stevige kritiek.
Bolkestein had Cherribi intussen naar de VVD gehaald. Voor deze partij was hij van 1994 tot 2002 lid van de Tweede Kamer. Samen met Luc Sala schreef hij in 1998 een pamflet over de problemen met de millenniumbug die destijds werden verwacht.